# Rhodophthitus anamesa
Rhodophthitus anamesa là một loài bướm đêm trong họ Geometridae.